# Ширлі (Індіана)
Ширлі (англ. Shirley) — місто (англ. town) в США, в округах Генкок і Генрі штату Індіана. Населення — 819 осіб (2020).

## Географія
Ширлі розташоване за координатами 39°53′28″ пн. ш. 85°34′48″ зх. д. / 39.89111° пн. ш. 85.58000° зх. д. (39.890999, -85.580090).  За даними Бюро перепису населення США в 2010 році місто мало площу 0,89 км², уся площа — суходіл.

## Демографія
Згідно з переписом 2010 року, у місті мешкало 830 осіб у 328 домогосподарствах у складі 225 родин. Густота населення становила 931 особа/км².  Було 365 помешкань (409/км²).
Расовий склад населення:
| - 97,7 % — білих - 0,6 % — корінних американців - 0,6 % — чорних або афроамериканців - 0,4 % — азіатів |

До двох чи більше рас належало 0,5 %. Частка іспаномовних становила 0,4 % від усіх жителів.
За віковим діапазоном населення розподілялося таким чином: 28,9 % — особи молодші 18 років, 57,5 % — особи у віці 18—64 років, 13,6 % — особи у віці 65 років та старші. Медіана віку мешканця становила 35,0 року. На 100 осіб жіночої статі у місті припадало 97,1 чоловіків;  на 100 жінок у віці від 18 років та старших — 89,7 чоловіків також старших 18 років.
Середній дохід на одне домашнє господарство  становив 48 284 долари США (медіана — 35 446), а середній дохід на одну сім'ю — 57 767 доларів (медіана — 44 167). Медіана доходів становила 43 869 доларів для чоловіків та 31 250 доларів для жінок. За межею бідності перебувало 16,4 % осіб, у тому числі 25,5 % дітей у віці до 18 років та 7,1 % осіб у віці 65 років та старших.
Цивільне працевлаштоване населення становило 350 осіб. Основні галузі зайнятості: виробництво — 21,4 %, освіта, охорона здоров'я та соціальна допомога — 18,6 %, роздрібна торгівля — 12,3 %, будівництво — 10,9 %.